# Wallman
Wallman (ウォールマン, U~ōruman) est un manga écrit et dessiné par Boichi. Il est prépublié depuis juin 2013 dans le magazine Grand Jump de l'éditeur Shūeisha, et trois tomes sont sortis en mai 2014. La version française est publiée par Kazé depuis juillet 2014.
La prépublication de la première partie du manga s'est terminée le 21 janvier 2015,.

## Synopsis
Après de longues années passées à servir le Japon comme tueur à gages, Jirō Sarashima décide de tirer sa révérence après la mort de son coéquipier. De retour au Japon après un exil de 20 ans, il se laisse vivoter chez l'un de ses anciens partenaires. Jusqu'au jour où une nouvelle colocataire du nom de Nami débarque. Elle prétend vouloir tuer un homme afin de venger la mort de son père. À son corps défendant, Jirō se retrouve rapidement embringué dans cette affaire. Le légendaire Wallman reprend du service.

## Liste des volumes
| no | Japonais         | Japonais          | Français         | Français          |
| no | Date de sortie   | ISBN              | Date de sortie   | ISBN              |
| -- | ---------------- | ----------------- | ---------------- | ----------------- |
| 1  | 19 novembre 2013 | 978-4-08-879714-4 | 2 juillet 2014   | 978-2-82031-726-1 |
| 2  | 19 mai 2014      | 978-4-08-879814-1 | 8 octobre 2014   | 978-2-82031-796-4 |
| 3  | 17 avril 2015    | 978-4-08-890182-4 | 18 novembre 2015 | 978-2-82032-700-0 |